# Kościół św. Jana Chrzciciela w Nałęczowie
Kościół Świętego Jana Chrzciciela – rzymskokatolicki kościół parafialny należący do dekanatu Garbów archidiecezji lubelskiej. Świątynia znajduje się na terenie dawnej wsi Bochotnica Kościelna, stanowiącej obecnie część Nałęczowa.

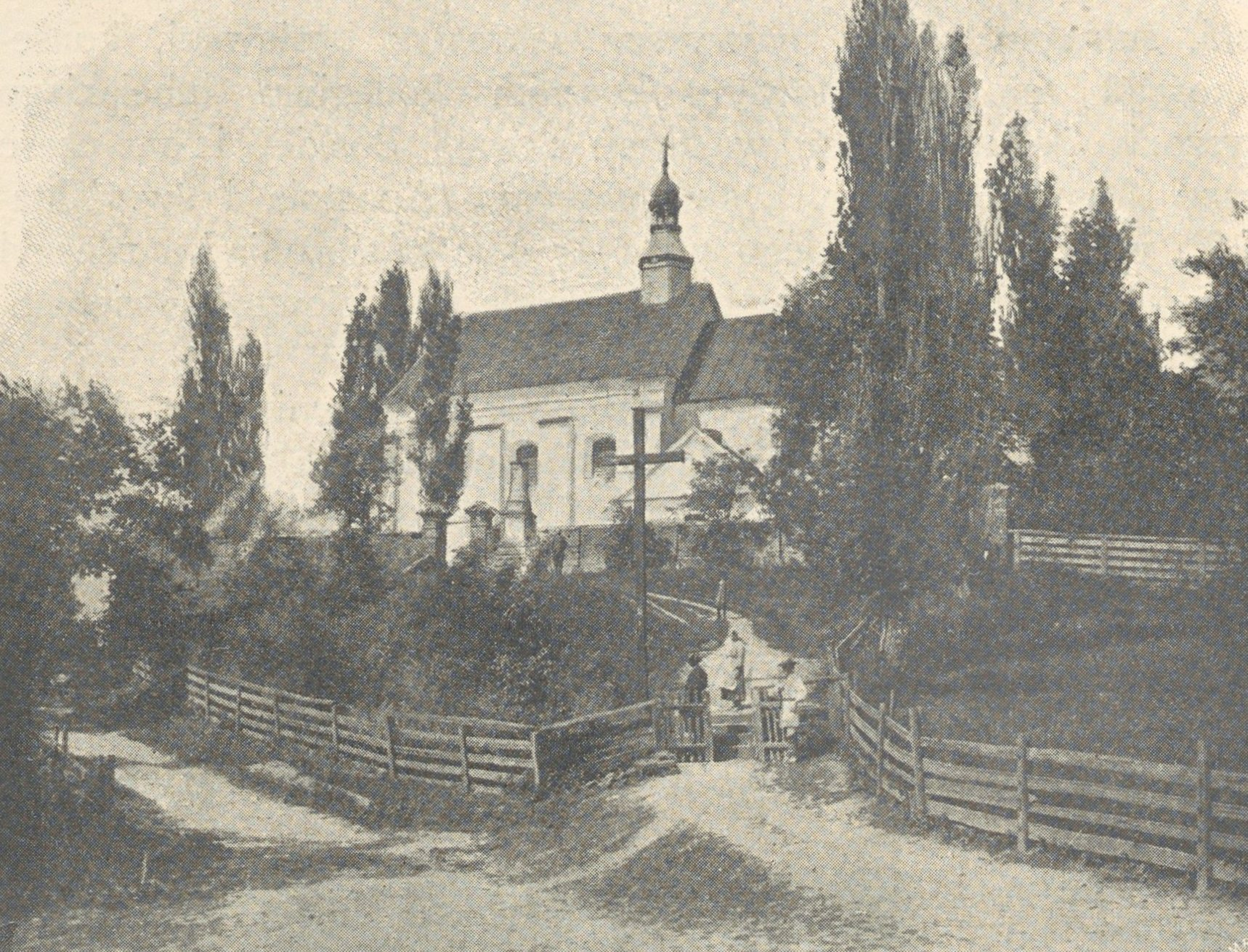
Widok kościoła przed 1908

## Budowa kościoła
Budowa murowanej świątyni została rozpoczęta około 1739 roku. Kościół został ukończony i wyposażony, podczas gdy właścicielem Bochotnicy Kościelnej został Stanisław Małachowski herbu Nałęcz. W XIX wieku, podczas urzędowania księdza Grzegorza Dąbrowskiego, świątynia została wyremontowana i poddana zabiegom konserwatorskim. W latach 1956–1962 staraniem proboszcza ks. Aleksandra Miszczuka budowla została rozbudowana według projektu Karola Sicińskiego. Powstały wówczas nawy boczne, zakrystia i wieża. Drewniane sklepienie zostało wymienione na murowane, dach został nakryty miedzianą blachą. Prezbiterium zostało podzielone parami pilastrów o wysokości do gzymsu.

## Architektura
Świątynia została wzniesiona w stylu barokowym. Pierwotnie posiadała jedną nawę. Posiadała pierwotnie cztery ołtarze i obraz św. Jana Chrzciciela w głównym ołtarzu.

## Ołtarze

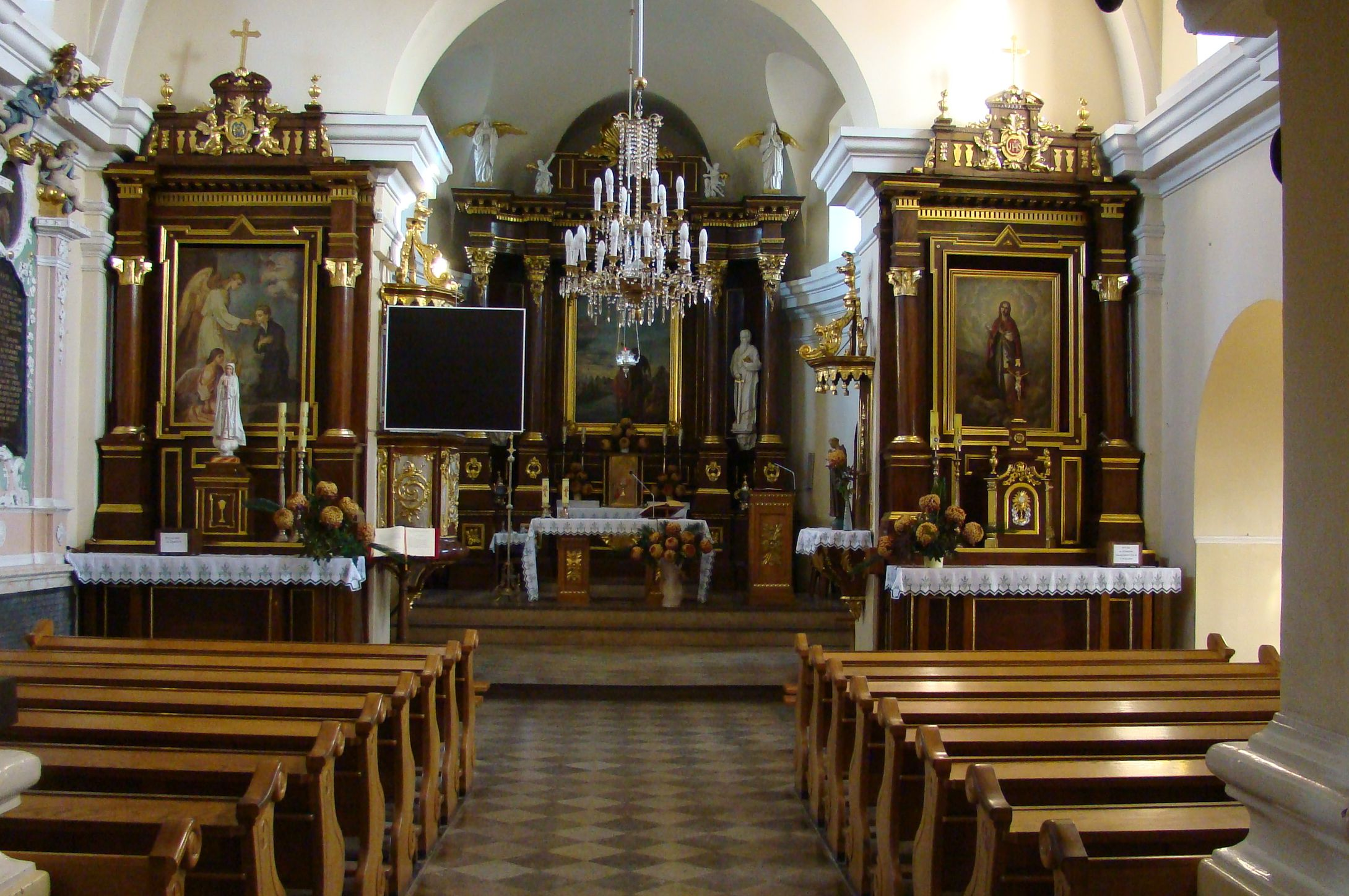
Wnętrze świątyni

Obecnie w świątyni znajduje się 6 ołtarzy:
1. Ołtarz główny św. Jana Chrzciciela;
2. Ołtarz posoborowy w prezbiterium (wykonany i poświęcony w 2018 roku);
3. Ołtarz boczny św. Józefa;
4. Ołtarz boczny św. Tekli;
5. Ołtarz Krzyża Świętego w nawie północnej;
6. Ołtarz Matki Bożej Łaskawej w nawie południowej.

## Obrazy i rzeźby
W ołtarzu głównym są umieszczone dwa obrazy „Chrzest w Jordanie” oraz „Serce Pana Jezusa”, a w interkolumnach rzeźby świętych: Piotra i Pawła. W 2022 roku w głównym ołtarzu zamontowano mechanizm automatycznego zmieniania obrazów, od tej pory przed każdą Mszą Świętą obraz „Chrzest w Jordanie” jest opuszczany, a po Mszy z powrotem podnoszony.
Na ścianach świątyni umieszczone są również obrazy namalowane w XIX wieku: „Sąd Ostateczny”, „Matka Boska Niepokalanego Poczęcia” (dzieło Karola Rakowieckiego – kopia obrazu Bartolomé Estebana Murilla) i „Koronacja Najświętszej Marii Panny”.
Drogę Krzyżową wykonał w latach 1926-1927 S. Tarkowski.

## Wyposażenie
Bogato zdobiona ambona wisząca została wykonana w drugiej połowie XVIII wieku. Także w XVIII wieku została wykonana barokowa chrzcielnica.
W prezbiterium znajduje się także ambona stojąca, wykonana w 2018 roku razem z ołtarzem.
Żelazna krata ogradza przejście do nawy bocznej, a w nawie głównej są umieszczone neoklasycystyczne ołtarze. Organy, posiadające skromny prospekt zostały wykonane w 1971 roku. 